# Skupina Vyšehradského kodexu
Skupina Vyšehradského kodexu je souhrnné označení pro několik raně středověkých evangelistářů, nejslavnějším z nich je v Čechách tzv. Vyšehradský kodex, který obsahuje nejvíce celostranných obrazů, iniciál a má nejširší rejstřík výzdoby, ačkoliv není nejkvalitnější. Nedochovaly se všechny, přesný počet není znám.

## Knihy

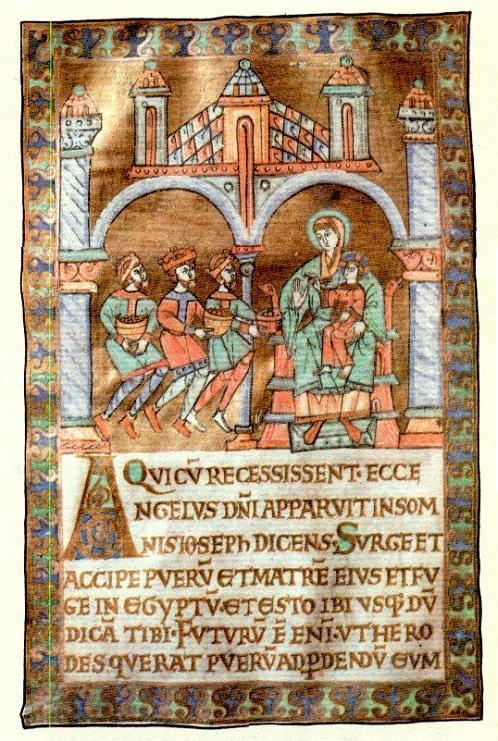
Miniatura Klanění tří králů z Evangeliáře pultuského

- Kodex vyšehradský, původem z knihovny Metropolitní kapituly pražské (od roku 1728 v arcibiskupském semináři a s jeho knihovnou r. 1781 do NK, Národní knihovna Praha, inv. č. XIV A 13); korunovační kodex krále Vratislava II., před rokem 1085
- Evangelistář svatovítský, původem z knihovny Metropolitní kapituly pražské (Archiv Pražského hradu, sign. Cim 3) zhotoven u příležitosti korunovace Vratislava II. a darován pražskému biskupství. Obsahuje mj. tzv. Svatovítskou apokalypsu.
- Evangeliář pultuský, někdy zvaný Evangeliář krakovský nebo Zlatý kodex pultuský (Muzeum Czartoryských, Krakov, sign. Ms 1207); zhotoven u příležitosti korunovace Vratislava II. a darován Vratislavovu zeti, piastovskému knížeti Vladislavu I. Heřmanovi do Płocku. Jediný ze skupiny je tento kodex evangeliář, to znamená, že obsahuje čtyři kompletní evangelia.
- Evangelistář hnězdenský, zvaný Codex aureus Gnesnensis (Archiwum diecezalne Hnězdno, sign. Ms Ia); zhotoven u příležitosti královské korunovace Vratislava II. a darován hnězdenskému arcibiskupství.

## Původ a souvislosti
Zatímco starší literatura nepochybovala o českém a společném původu rukopisů a kladla je do skriptoria některého českého benediktinského kláštera (Břevnova nebo Ostrova), jeví se posledním badatelům jako díla z některého skriptoria nebo více skriptorií v Bavorsku, nejpravděpodobněji kláštera benediktinů v Řezně, eventuálně v Niederalteichu nebo ještě jinde. 